# Hinterer Seelenkogel
De Hintere Seelenkogel (Italiaans: Cima delle Anime) is een 3470 meter hoge berg in de Ötztaler Alpen op de grens tussen het Oostenrijkse Tirol en het Italiaanse Zuid-Tirol.
Als de Hochwilde op het kruispunt van de Schnalskam en Gurglkam niet wordt meegerekend, is de top van de Hintere Seelenkogel de hoogste van de Gurglkam. In een kam gelegen richting het noordwesten vanaf de Hintere Seelenkogel liggen tevens de Mittlere Seelenkogel (3424 meter) en de Vordere Seelenkogel (3286 meter).
De berg dankt zijn naam aan de kleine meren (See-len) op de noordwestelijke flank van de Seelenkogel. De makkelijkste klim naar de top voert vanaf Pfelders in Zuid-Tirol via de Zwickauer Hütte en de oostelijke bergkam. In deze tocht hoeft niet over gletsjers te worden getrokken, maar voor de klim over de oostkam moet men wel vast ter been zijn.